# Курочкин, Фёдор Игнатьевич
Фёдор Игнатьевич Курочкин (20 апреля 1926, Денисовский район — 6 октября 1987, Челябинск) — советский хозяйственный, государственный и политический деятель, первый секретарь Троицкого райкома КПСС, Челябинская область, Герой Социалистического Труда (1973).

## Биография
Родился 20 апреля 1926 года в селе Адаевка Денисовского района Кустанайского округа Казахской АССР в русской семье. В 1942 году, во время Великой Отечественной войны, в возрасте шестнадцати лет стал трудиться механизатором в колхозе Чкаловской области (с 1957 года – Оренбургская область). В 1944 году призван в ряды Красной Армии. 
Участник Великой Отечественной войны. Сержантом, Курочкин, воевал авиационным мотористом 47-го штурмового авиаполка (11-я штурмовая авиадивизия ВВС Балтийского флота). В 1951 году, уволившись в запас, приехал в Челябинскую область и стал трудиться воспитателем в рабочем общежитии, позже стал работать инструктором политотдела Карталинского отделения Южно-Уральской железной дороги, заместителем начальника 15-й дистанции пути по политической части. Потом перешёл на работу в Брединскую машинно-тракторную станцию, а затем в совхоз «Наследницкий».
В 1958 году завершил обучение на заочном факультете Свердловского юридического института. Стал трудиться на партийной работе: избирался секретарём Брединского райкома КПСС, затем секретарём парткома Троицкого производственного управления, с 1965 года назначен на должность первого секретаря Троицкого райкома КПСС.
За время его руководства районом активно участвовал в вопросах развития сельскохозяйственного производства, занимался обеспечением роста производства сельхозпродукции. При нём, по результатам работы в девятой пятилетки было введено в эксплуатацию 14 тысяч квадратных метров жилья, 3 школы, 2 больницы и другие социально-культурные объекты. Трудящимися района получено продукции животноводства на 22 процента больше, чем за годы восьмой пятилетки, перевыполнен план и по всем другим показателям.
Указом Президиума Верховного Совета СССР от 11 декабря 1973 года за большие успехи, достигнутые во Всесоюзном социалистическом соревновании, и проявленную трудовую доблесть в выполнении принятых обязательств по увеличению производства и продажи государству зерна и других продуктов земледелия в 1973 году Фёдору Игнатьевичу Курочкину присвоено звание Героя Социалистического Труда с вручением ордена Ленина и золотой медали «Серп и Молот.
В 1976 году перешёл на работу председателем комиссии партийного контроля при Челябинском обкоме КПСС. В 1987 году вышел на заслуженный отдых.
Избирался делегатом XXIV съезда КПСС, был депутатом Челябинского областного Совета депутатов трудящихся.
Умер в Челябинске 6 октября 1987 года. Похоронен на Успенском кладбище города.

## Награды
- Золотая медаль «Серп и Молот» (11.12.1973);
- Орден Ленина (11.12.1973).
- Орден Октябрьской Революции (08.04.1971)
- Орден Отечественной войны II степени (11.03.1985)
- Орден Трудового Красного Знамени (17.07.1986)
- Орден Знак Почёта (22.03.1966)
- Медаль "За боевые заслуги" (30.04.1945)
- Медаль «За трудовое отличие» (11.01.1957)
- и другими.